# Dmitrij Chmelnizki
Dmitrij Chmelnizki (russisch Дмитрий Сергеевич Хмельницкий; * 26. September 1953 in Moskau) ist ein russischer Architekturhistoriker, Architekt und Publizist.

## Leben
Geboren als Sohn des russischen Archäologen und Tadschikistan-Experten Sergej Chmelnizkij und einer jüdischstämmigen Mutter studierte er – Bruder eines Kunstmalers – von 1970 bis 1977 am Polytechnischen Institut Duschanbe in der Tadschikischen Sozialistischen Sowjetrepublik sowie am Repin-Institut für Malerei, Bildhauerei und Architektur in Leningrad. 1987 ging er mit seiner ganzen Familie nach Deutschland, wo er seitdem lebt. Im Jahr 2003 wurde er an der Technischen Universität Berlin bei Miron Mislin mit der Arbeit Die Architektur Stalins zum Dr. Ing. promoviert.
Chmelnizki hat Publikationen zur Architektur- und Kunstgeschichte der UdSSR und zur postsowjetischen russischen Gesellschaft vorgelegt, unter anderem in den Zeitschriften Literaturnaja gaseta, Russkaja Mysl und Moskowskije Nowosti. Er ist Präsidiumsmitglied des Exil-P.E.N.
Chmelnizki lebt in Berlin.

## Positionen
Chmelnizki vertritt zusammen mit Viktor Suworow die von der Forschung zum Zweiten Weltkrieg widerlegte Präventivkriegsthese und hat dazu einen Aufsatzband im rechtsextremen Pour le Mérite Verlag mit herausgegeben. 2010 hielt einen Vortrag zur alternativen Schuldfrage im Zweiten Weltkrieg in der Gedenkbibliothek zu Ehren der Opfer des Kommunismus.
Chmelnizki gab Interviews gegenüber der Zeitung „Junge Freiheit“ und der Deutschen Militärzeitschrift (Ausgaben 70, 2009 und 81, 2011) und führte ein Interview mit Günter Schabowski im Auftrag der Berliner Morgenpost. Chmelnizki erklärt sich in verschiedenen Presse-Artikeln als „Geheimdienstforscher“ oder Historiker.

## Schriften
- Die Architektur Stalins. (Dissertation, Technische Universität, Berlin 2003) Stuttgart 2007, 2 Bände, ISBN 978-3-89821-515-2
- Pod zvonkij golos krovi...: Sovetskaya emigratsiya i natsional'naya ideya. 2. Auflage. Ogni, Moskau 2004, ISBN 5-9548-0012-X (russisch)
- Zodčij Stalin. NLO, Moskau 2007, ISBN 978-5-86793-496-5 (russisch)
- Nazi propaganda against the USSR. Materials and kommentetarii. 1941–1945. Tsentrpoligraf, 2010, ISBN 5-227-02396-4 (russisch)

Als Herausgeber
- Nikolai Alexandrowitsch Miljutin: Probleme des Planens sozialistischer Städte. Einleitung von Dimitri Chmelnitzki. DOM, Berlin 2008, ISBN 978-3-938666-50-0